# Kisari Zalán
Kisari Zalán (Eger, 1992. május 16. –) magyar színész.

## Életpályája
2012-ben az akkor még Andrássy György Szakközépiskolában Kéttannyelvű Idegenforgalom szakon érettségizett. 2012-2015 között a Pesti Magyar Színiakadémia tanulója volt Pál András és Őze Áron osztályában. 2015-2020 között a Kaposvári Egyetem színművész szakán tanult.
2020-2021 között a Pesti Magyar Színház tagja volt. 2021-től a kaposvári Csiky Gergely Színház színésze.

## Fontosabb színházi szerepei
- Rumini – Kapitány
- Csárdáskirálynő (2021) – Kálnoky Tasziló gróf, gavallér, pincér
- Madagaszkár (2021) – Melman, a zsiráf
- A makrancos hölgy (2022) – Gremio – Bianca kérője

## Filmes és televíziós szerepei
- A mi kis falunk (2021, 2024) ...Driftpálya alkalmazott, Darius Stoyan
- Pacsirta (2022) ...Íjas Miklós[4]
- Gólkirályság (2023) ...Stoyan